# 30 Tauri
30 Tauri (30 Tau / e Tauri / HD 23793) es una estrella binaria en la constelación de Tauro de magnitud aparente +5,06. Situada a 565 años luz del sistema solar, las dos componentes están visualmente separadas 9,3 segundos de arco, lo que supone una separación real entre ellas de más de 1650 UA y un período orbital de al menos 25.000 años.
La componente principal, 30 Tauri A, es una estrella azul de tipo espectral B3V con una incierta temperatura de 16.400 K. Su luminosidad aproximada es entre 900 y 1300 veces mayor que la luminosidad solar, su radio es entre 3,5 y 4 veces más grande que el del Sol, y su masa es 5,3-6 veces mayor que la masa solar. 30 Tauri B, de magnitud 9,41, es una estrella blanco-amarilla de tipo espectral F5V con una temperatura de 6600 K y una luminosidad 4,5 veces mayor que la solar. Su radio es 1,7 veces mayor que el radio solar y su masa es 1,3 veces la del Sol.
El sistema es bien conocido por su relativa juventud, con una edad estimada inferior a 28 millones de años. Aunque la estrella azul ya está en la secuencia principal, su acompañante probablemente está en el proceso de asentamiento como una enana amarilla. A diferencia de otras estrellas jóvenes, no existe evidencia de la formación de un disco protoplanetario en torno a 30 Tauri B.